# Bergbeverrat
De bergbeverrat (Baiyankamys habbema) is een knaagdier uit het geslacht Baiyankamys dat voorkomt op Nieuw-Guinea. Deze soort is gevonden op 2800 tot 3600 m bij Wilhelminatop en het nabijgelegen Habbemameer. Er zijn Laat-Pleistocene fossielen, waarschijnlijk van deze soort, gevonden in de grot Kelangurr in het midden van de provincie Papoea. Door de Dani van het Kwiyawagi-gebied in Papoea wordt dit dier "gulit" genoemd.
Dit dier werd tot 1993 tot dezelfde soort gerekend als B. shawmayeri, zijn oostelijke verwant. B. habbema heeft echter een kleiner oor dan B. shawmayeri (7-9 tegen 12-17 mm), een langere witte staartpunt (respectievelijk een derde tot de helft van de staart en hoogstens een kwart van de staart), een andere vachtkleur (donker zilvergrijs tegen lichtgrijs) en kleinere tanden (de kiezen zijn bij B. habbema samen meestal minder dan 5,0 mm lang, maar bij B. shawmayeri meer dan 5,0 mm). B. habbema is ook iets kleiner dan B. shawmayeri. De kop-romplengte bedraagt 134 tot 160 mm, de staartlengte 154 tot 187 mm, de achtervoetlengte 35 tot 39 mm en de oorlengte 7 tot 9 mm.
Bergbeverrat (Baiyankamys habbema) · Baiyankamys shawmayeri